# 中间型威力枪弹

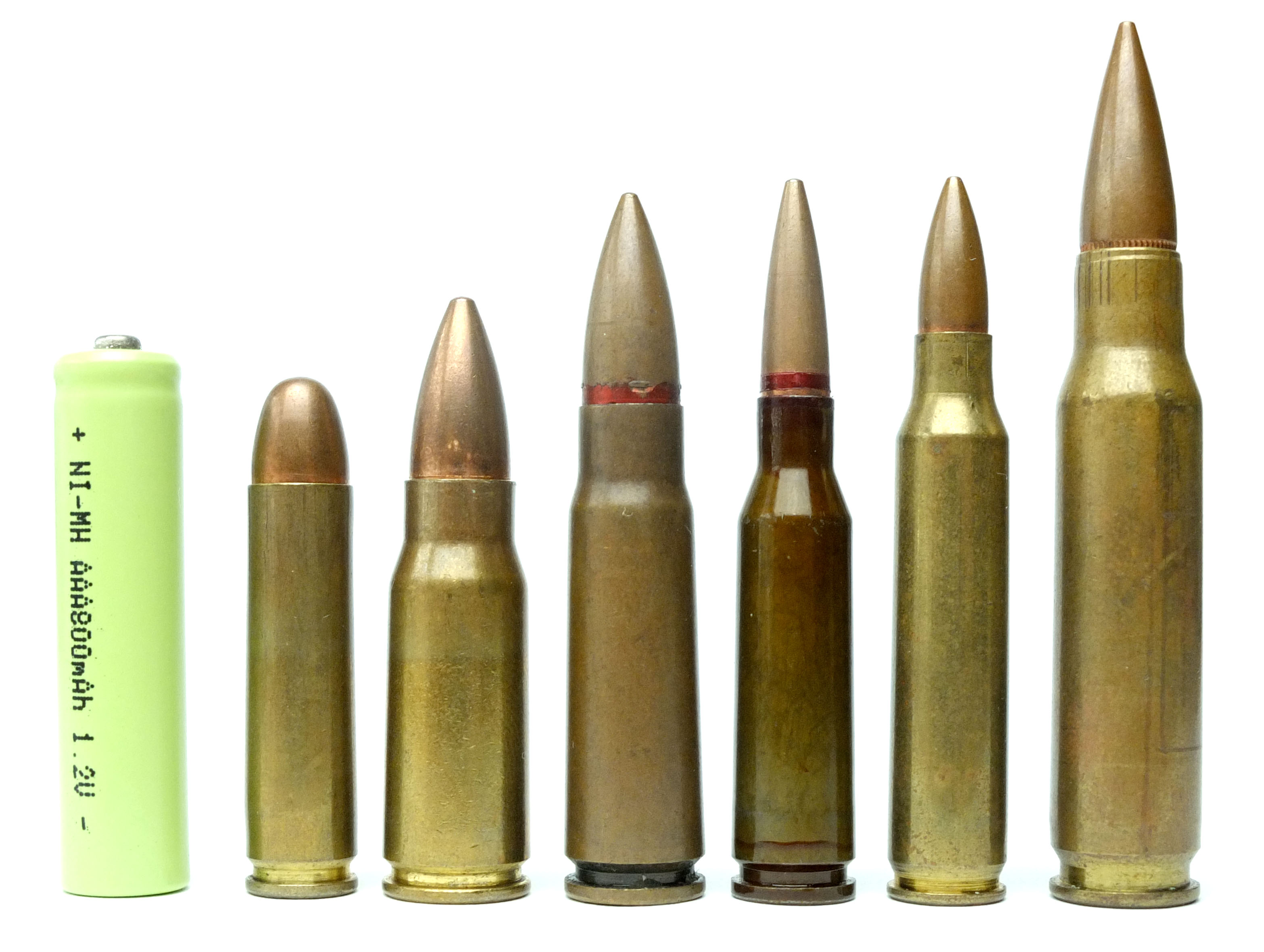
5種中間威力子彈/小口徑子彈和北約步槍彈（最右）的比較：
.30卡賓槍彈、kurz短彈、M43短彈、M74小口徑子彈、SS109小口徑子彈

中间型威力枪弹（英語：intermediate cartridge）是步枪子弹的一个分支，主要是指枪口动能约在1,300—2,500焦耳（960—1,840英尺·磅）级别、口径在5—8（0.20—0.31英寸）左右的中/小口径步枪子弹。所谓“中间”是指这种子弹的威力级别和有效射程都处在更适合战斗步枪远程射击的传统步枪弹（所谓的“全威力”步枪弹）和只适合冲锋枪/手枪近距离射击的手枪子弹之间。
根据第二次世界大战的经验，因为陆军的摩托化和机械化程度不断提高，步兵使用轻武器与敌作战大多发生在400（440碼）距离以内，远远短于之前的步兵交火距离，因此传统步枪弹的长距离威力变得没有优势，反倒是在快速射击时仍能保持精确才更有战术价值。中间型威力枪弹的出现就是为了解决传统“全威力”步枪弹因为威力过剩（2500焦耳以上），在全自动射击时因为后坐力过强而无法有效控制枪口跳动导致丧失精度的问题。

## 歷史

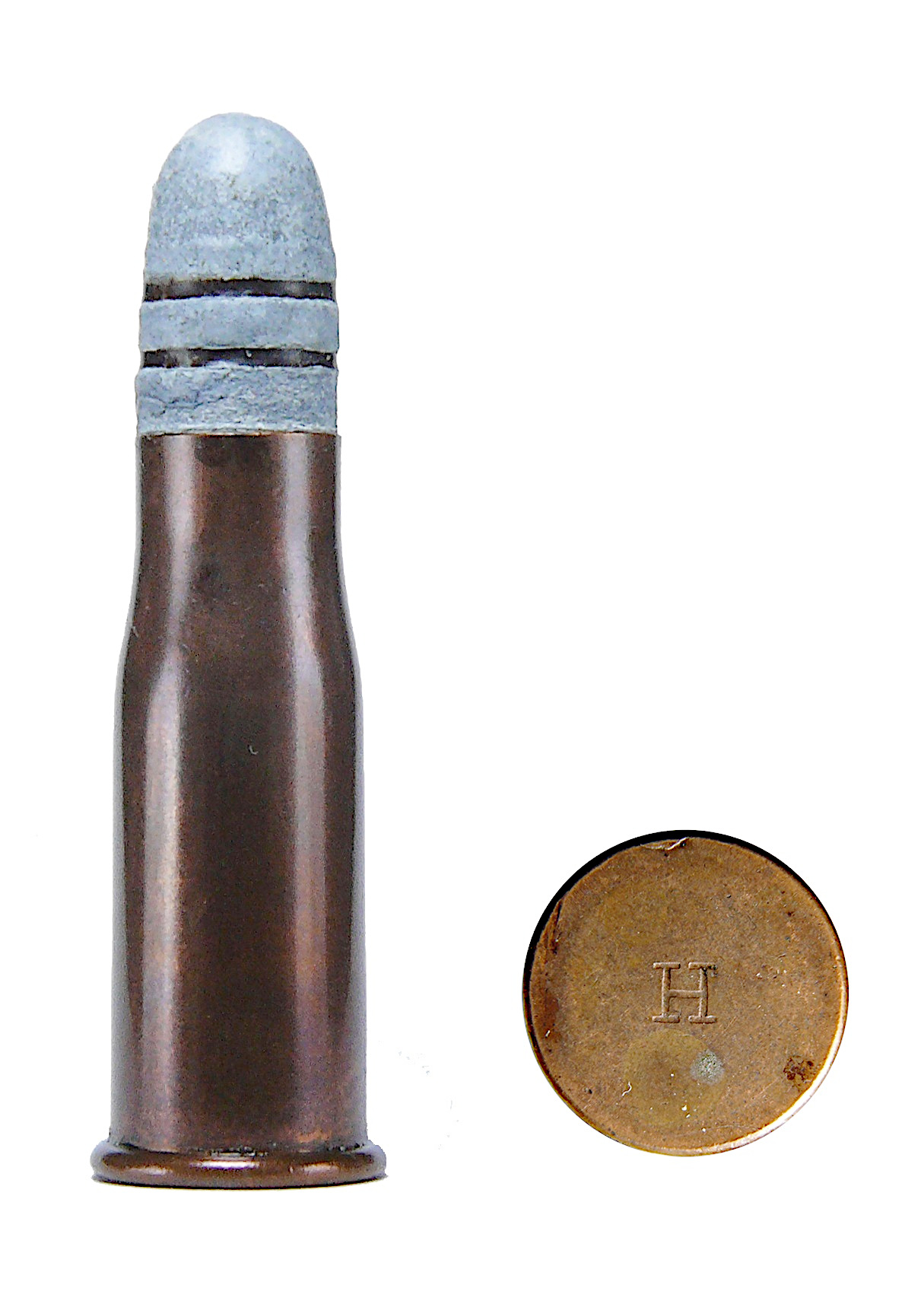
10.4x38mmR 中间型威力枪弹

### 早期（短彈）
法國在一次大戰末期首先發展的Mle 1918 全自动卡宾枪，便同時研制了一種新的8×35毫米口徑子彈，但在成功前一次大戰結束了，而新槍和新彈的量產化也中止了。
美國首先在第二次大戰前夕，開發了半自動的M1卡賓槍和其專用的.30卡賓槍彈（7.62×33毫米），可算是第一种正式被採用的中間型威力槍彈，但因其弹头问题导致威力偏低而沒有被認為是適合於正規進攻戰鬥使用，主要作為个人防衛或特種作戰使用。
1941年，德國研製成功並開始生產7.92×33毫米步槍子彈，彈殼長度由原7.92×57毫米標準步槍子彈的57毫米減至33毫米，裝藥量由約3克減至約1.6克，威力比較標凖步槍子彈低，但又大於.30卡賓槍彈而被認為適中。至第二次世界大戰後期，納粹德國首先為部隊裝備了發射7.92毫米中間型威力槍彈的StG44突擊步槍。
隨後在1943年，蘇聯也研製了7.62×39毫米M1943中间型威力枪弹，該彈的威力也可和德國的7.92×33毫米相似。
中間型威力槍彈的出現有效的解決了自動步槍的射擊控制問題，亦統一了班用武器的彈藥以簡化後勤部隊的工作量，更使全自動射擊武器成為各國軍隊的主要步兵武器裝備。但此前的彈型，都不過是簡單地把本有中口徑步槍子彈，縮短彈殼減少火藥的分量並降低初速，被稱為短彈。

### 小口徑步槍彈
因為短彈以較低能量發射一個口徑和早現代步槍子彈相若的彈頭，造成了在有效射程內彈道彎曲率較大，在中距離起的射擊精度降低。而全彈的尺寸和重量只比全火力子彈小一半左右，對於減輕連發火器的彈藥消費下射手體力和補給作用不很大，也做成了起初美國沒有興趣發展類似的彈型，認為自動步槍主要在中遠距離的400－800米外，即在AK-47有效射程邊緣單發，便足以壓制射程較近的假想敵的華約部隊，只有在必需時中近距離（300米內）連發。
而引入了7.62×51毫米這種新設計的彈型，接近二十世紀前半的較輕量化步槍子彈的火力，低於.30-06春田步槍彈這種全尺步槍子彈，並成為了北約第一式統一口徑的制式步槍子彈。
但越戰時期美國的使用7.62×51毫米的M14自动步枪作戰效能不良，雖然7.62×51毫米子彈比春田步槍彈小一個碼，但對於連發步槍來說仍然過猛過重。
他們沒有使用短彈隨即改為直接使用小口徑步槍彈的M16突擊步槍，其所用的5.56×45mm NATO尺寸重量比對手AK-47突擊步槍的M1943槍彈小得多但對人殺傷效果反而更大，其後蘇聯亦在1970年代以7.62×39毫米M1943槍彈為藍本另行發展了5.45×39毫米M1974槍彈，供小口徑的AK-74突击步枪使用。
雖然小口徑步槍彈廣義仍屬中間型威力槍彈，但在俗成的分類上是更新的一種彈型，並漸漸取代了傳統的短彈和全火力步槍子彈，成為了主力的制式彈種。

### 近況
但最近卻有人設定出一些新的中間型威力槍彈，口徑和初速介乎於短彈和小口徑步槍子彈中間，可槍口動能和全彈的大小重量跟短彈相仿，如最新的6.8×43毫米雷明登SPC或6.5mm Grendel與6.5mm Creedmoor等子彈。具有較傳統短彈平直的彈道，但槍口動能較小口徑步槍彈大，而射程和貫穿力都較兩者為優勝的，但又不像7.62×51毫米子彈笨重過勁。已被美國的特種部隊採用，以在空曠地區抗衝使用威力較大的步槍的敵人，而不失在近戰時的輕便，並可以給本來使用短彈或小口徑步槍彈的槍型改裝發射。後續在2025年美國宣告正式投產M7突擊步槍，其使用一種新設計的6.8x51mm子彈，而該槍其實可以改為使用舊有的7.62和5.56子彈，算是新世紀第一種被大量採用新型子彈。

## 典型短彈型號
- 纳粹德国
  - 7.92×33毫米短弹
- 前苏联／俄罗斯
  - 7.62×39毫米M1943弹
  - 5.45×39毫米7N6弹
- 美国
  - 5.56×45毫米北约弹
- 中华人民共和国
  - 5.8×42毫米/DBP87

## 外部連結
- ASSAULT RIFLES AND THEIR AMMUNITION:（页面存档备份，存于）